# Dinaspis paulistana
Dinaspis paulistana är en insektsart som beskrevs av Ernest Lepage 1942. Dinaspis paulistana ingår i släktet Dinaspis och familjen pansarsköldlöss. Inga underarter finns listade i Catalogue of Life.